# Aphanocephalus himalayanus
Aphanocephalus himalayanus là một loài bọ cánh cứng trong họ Discolomatidae. Loài này được Schawaller miêu tả khoa học năm 1989.